# Тимошенко Кирило Владленович
Кири́ло Владле́нович Тимоше́нко (нар. 20 квітня 1989, Дніпропетровськ) — український державний чиновник, колишній Заступник керівника Офісу Президента України. Координатор урядової програми «Велике будівництво», засновник агенції «Goodmedia».

## Біографія
Народився 20 квітня 1989 року у Дніпропетровську. Закінчив Дніпровський університет ім. Гончара, де отримав диплом за спеціальністю «Правознавство».
Трудову діяльність розпочав у 2005 році, коли йому було 17 років, почавши працювати у телекомпанії «Приват ТБ Дніпро» («9 канал»), де був спортивним журналістом. Паралельно працював власкором програми «Гол!» на «Новому каналі». У 2007 році «Новий канал» запропонував Тимошенку роботу у Києві, і він переїхав із Дніпра до столиці. Працював на телеканалі «Інтер», у компанії FILM.ua і на каналі «Україна».
З 2011 року працював продюсером продакшн-студій «07 Продакшн» та ТОВ «Мамас фільм продакшн».
У 2014 році заснував рекламну компанію Goodmedia, яка спеціалізується на PR-послугах та передвиборчих кампаніях.
У 2015 році соціальний ролик «Goodmedia» на підтримку сімей загиблих українських воїнів отримав премію Omni Awards (США). Продюсером ролика був Кирило Тимошенко. Це вперше в історії існування премії її отримав ролик, вироблений в Україні.

### Політика
На парламентських виборах 2014 року компанія Тимошенка працювала з кандидатами у нардепи: Борисом Філатовим, Віталієм Купрієм та Андрієм Денисенком. Усі троє пізніше стали членами партії «УКРОП». 2015 року Тимошенко був медійником партії «УКРОП», від якої балотувався у Київську міську раду. На громадських засадах був помічником народного депутата України VIII скликання Андрія Денисенка.
Під час президентської кампанії 2019 року працював у штабі кандидата на пост Президента України Зеленського, відповідав за медіа та креатив виборчої кампанії. Автор відеоролика Володимира Зеленського з викликом Петра Порошенка на дебати. Входив до оргкомітету інавгурації Зеленського.
21 травня 2019 року, після перемоги на виборах, Зеленський призначив Тимошенка заступником голови Адміністрації Президента. Улітку 2019 року АП було перейменовано на Офіс Президента України. 25 червня 2019 року Кирило став Заступником Керівника Офісу Президента України. В ОП спершу відповідав за питання інформаційної політики, а також курував протокол Глави держави та сферу ІТ, через що піддавався регулярній критиці колег в постійному спізнені з реагуванням на резонансні події або позбавлені конкретності інформації, як приклад, зі скандалами з «плівками Лероса» чи з роботою ресторану Миколи Тищенка у період локдауну тощо. З 2020 року Тимошенко відповідав в Офісі Президента України за регіональну політику.

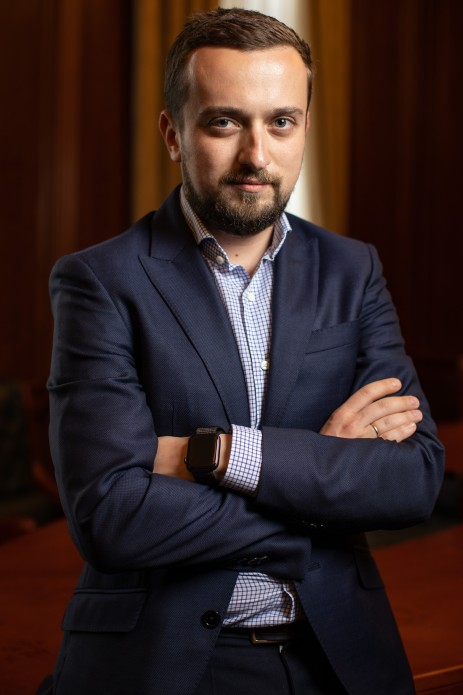
14 грудня 2021

У червні 2020 року очолив координаційну раду з реалізації президентської програми «Велике будівництво», спрямовану на оновлення доріг та соціальної інфраструктури в Україні. Цей проєкт повинен був стати іміджевим для глави держави, однак на практиці швидко обріс корупційними скандалами та відкриттям низки кримінальних проваджень. У березні 2021 року став виконавчим секретарем президії Конгресу місцевих та регіональних влад, створеного при Президентові України.

### Вторгнення Росії в Україну
Після початку повномасштабного російського вторгнення в Україну Тимошенко в Офісі Президента України відповідав за відновлення житла та інфраструктурних об'єктів України на звільнених територіях, а також відповідав за регіональну політику, логістичні та енергетичні питання. У листопаді 2022 року, після масованих ракетних ударів по критично важливих об'єктах, зокрема енергетичних, Тимошенко заявив про розгортання «Пунктів незламності» по всій Україні.
23 січня 2023 року Тимошенко був звільнений з посади Заступника Керівника Офісу Президента України.

### Скандали
В серпні 2019 року низка українських ЗМІ опублікували заяву на звільнення, начебто написану керівником ОПУ Андреєм Богданом. Заява виявилось фейком, а недостовірну інформацію передав журналістам Кирило Тимошенко.

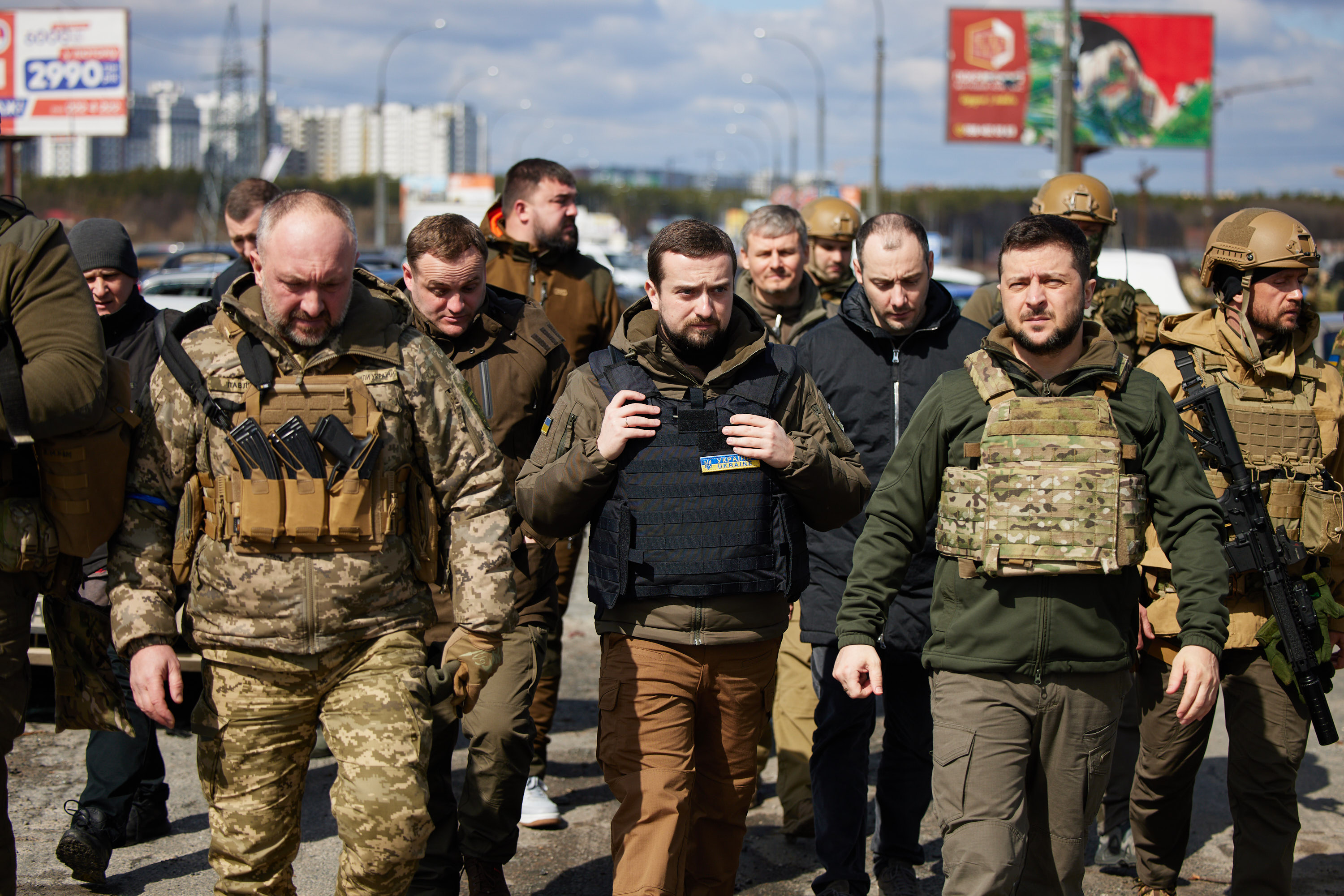
Тимошенко та Зеленський, 4 квітня 2022

23 квітня 2020 року до України прибув транспортний літак Ан-225 «Мрія» з 103 тоннами медичного вантажу для боротьби з коронавірусом. Літак зустрічали керівництво країни на чолі з Зеленським, а зустріч готував Тимошенко. В пресслужбі Президента весь вантаж назвали гуманітарним. Але пізніше виявилось, що більшість товарів було закуплено за кошти комерційних структур та вони передбачалися для перепродажу в мережі Епіцентр К, яка під час карантину фактично не припиняла торгівлю. Згодом Тимошенко намагався виправдатись, що зустрічали не вантаж, а власне літак, а з метою здешевлення транспортування вантажів, залучили «бізнес-учасників».
1 червня 2020 року Тимошенко в інтерв'ю проросійському виданню «Вести» озвучив проєкт з відбору 20-25 журналістів для висвітлення роботи Зеленського, а решті в акредитації відмовити. Того ж дня цю ідею було розкритиковано медіаекспертами, які назвали це відбором найбільш лояльних до чинної влади журналістів.
У вересні 2022 року позаштатний агент НАБУ Євген Шевченко оприлюднив дані про розкрадання гуманітарної допомоги, яка надходила до Запоріжжя та області й далі продавалася в мережах «АТБ» та «Сільпо». Причетними він назвав осіб з ОПУ, запорізької міськради та Запорізької ОВА, серед яких був і Тимошенко, а сума розкрадання склала 322 млн грн. Тимошенко заперечив свою причетність до цієї справи.
У жовтні 2022 року Тимошенко потрапив у скандал через те, що він користувався позашляховиком Chevrolet Tahoe, який компанія General Motors передала Україні для вивезення громадян із зони бойових дій і гуманітарних місій. Тимошенко заявив, що використовував його для службових цілей, але після того, як інформація стала публічною, заявив, що передав авто до прифронтового регіону. 15 лютого 2024 року НАБУ повідомило, що Тимошенко використовував авто законно, поки службове авто Тимошенка було в ремонті. Далі влада заявила, що авто передали Херсонській обласній військовій адміністрації.
У грудні 2022 року декілька разів був помічений за кермом чужого автомобіля Porsche Taycan 2021 року, вартістю $100 тис., після цього НАЗК почало перевірку. 
Восени 2022-го року журналісти помітили, що у робочих поїздках по областях разом із Тимошенком постійно перебуває знімальна група парламентського телеканалу «Рада», а цілодобове висвітлення діяльності Кирила цим мовником часто нагадувало піар за державні гроші. Кульмінацією їх співпраці стало на початку січня 2022 року підсумкове інтерв'ю, що вийшло на «Раді» вході телемарафону «Єдині новини», де Тимошенка представили як «Обличчя року».
27 червня 2024 року у Тимошенка провели обшуки в рамках справи про злив інформації в НАБУ.

## Сім'я
- Батько — Тимошенко Владлен Васильович. Директор ТОВ «Бізнес-центр Комінфо ЛТД». Депутат Дніпропетровської обласної ради від партії «Слуга народу», голова постійної комісії з питань діяльності комунальних підприємств та підприємництва[44][45].
- Дружина — Альона Тимошенко, засновниця та керівниця української кіношколи «Ukrainian Film School» (створеної на базі FILM.UA Group)[46]. Син — Семен[47].

### Статки
З липня 2020 року Кирило Тимошенко орендує за 230 тис. гривень двоповерховий особняк проєкту «Зальцбург» котеджному містечку «Золоті ворота» (Козин). 2 січня 2021 року придбав для дружини заміський маєток в елітному котеджному містечку «Альпійка» поблизу села Підгірці неподалік від Києва за близько 10 млн грн. Згідно даних декларації за 2020 рік, подружжя також володіє BMW X5 2019 року, Porsche Macan 2017 року та Volkswagen Caravelle 2014 року.

### Декларація
- Е-декларація [Архівовано 4 січня 2021 у Wayback Machine.]